# Boxing in Barrels
«Boxing in Barrels» — американский короткометражный комедийный фильм студии Lubin Manufacturing Company.

## Сюжет
Хейсид вместе с клоуном устраивает боксёрский поединок. Клоун сбивает земляка с ног. Зевака помогает ему подняться. Он снова падает, а во время подъёма Рубэ бросается на свою бочку и уничтожает её. И тут на сцену выходит собака...